# Ifo
Ifo é uma Área de governo local no Ogun (estado), Nigéria. Sua sede fica na cidade de Ifo.
Possui uma área de 521 km ² e uma população de 524.837 no censo de 2006.
O código postal da área é 112.